# Nature Reviews Endocrinology
Nature Reviews Endocrinology, abgekürzt Nat. Rev. Endocrinol., ist eine Fachzeitschrift, die von der Nature Publishing Group herausgegeben wird. Die Erstausgabe erschien im November 2005. Bis zum März 2009 hieß die Zeitschrift Nature Clinical Practice Endocrinology & Metabolism. Derzeit werden zwölf Ausgaben im Jahr publiziert. Die Zeitschrift veröffentlicht Übersichtsartikel aus allen Bereichen der Endokrinologie und des Metabolismus.
Der Impact Factor des Journals lag im Jahr 2014 bei 13,281. Nach der Statistik des ISI Web of Knowledge wird das Journal mit diesem Impact Factor in der Kategorie Endokrinologie und Metabolismus an dritter Stelle von 128 Zeitschriften geführt.
Chefherausgeberin ist Linda Koch, die beim Verlag angestellt ist.